# Dama modna
Dama modna, fircynella, firka – postać występująca w polskim piśmiennictwie okresu oświecenia. Podobnie jak fircyk, charakteryzowała się naśladowaniem francuskiej mody i zwyczajów, skłonnością do rozrzutnego sposobu życia, snobizmem, filozofią carpe diem. Dama modna nie była postacią wykreowaną przez pisarzy, ale przeniknęła do literatury z prawdziwego życia. Z powodu jej hedonistycznego sposobu bycia, pogardy dla tradycji, była często atakowana i wyśmiewana w XVIII-wiecznej publicystyce, utworach dramatycznych i poezji. W komediach obyczajowych warszawskich staje się ona jedną z postaci naczelnych – obok fircyka, waleta i subretki. Zmienił się wtedy sposób przedstawiania damy modnej. Komediopisarze nadali jej cechy pozytywne i indywidualne, zaprzestając piętnowania tej postaci – jej ocenę pozostawiali odbiorcy. Przykłady z literatury polskiej: postać damy modnej z satyry Żona modna Ignacego Krasickiego, postać Sknerskiej z Umizgów dla przysługi Jana Drozdowskiego.